# Hardhoutschotelkorst
Hardhoutschotelkorst (Straminella varia) is een korstmossoort uit de familie Lecanoraceae. Hij komt voor op bomen en op hout. Meestal op goed verlichte horizontale oppervlakken.

## Determinatie
Hardhoutschotelkorst is een korstvormig korstmos. Het thallus bestaat uit geelgrijze tot grijsgroene korrels, die soms een areolaatkorst vormen. De apotheciën zijn geelbruin of groenbruin.
Hij heeft geen volgende kenmerkende kleurreacties: P+ (geel), K- of K+ (lichtgeel), UV+ (dof oranje).

## Verspreiding
In Nederland is hardhoutschotelkorst zeldzaam en staat op de Nederlandse Rode Lijst in de categorie 'gevoelig'.